# Метагонимоз
Метагонимоз (metagonimosis) — гельминтоз из группы трематодозов, характеризующийся расстройством деятельности кишечника.

## Этиология. Эпидемиология
Возбудитель трематода Metagonimus yokogawai (Yokogawa, 1911) длиной 1-2,5 мм, шириной 0,4-0,7 мм. Тело покрыто маленькими шипиками, брюшная присоска слита с ротовой. Яйца имеют размеры 0,023—0,029 х 0,014—0,018 мм с крышечкой на одном и утолщением скорлупы на другом конце. Взрослые паразиты локализуются в тонком кишечнике человека, собаки, кошки. Развитие происходит со сменой двух хозяев — пресноводных моллюсков и различных видов рыб (форель, уссурийский сиг, амурский лещ, сазан, карась, верхогляд и др.).
Заражение человека происходит при употреблении в пищу сырой рыбы и случайном заглатывании её чешуек. Заболевание распространено в Китае, Корее, Японии, в бассейне Амура, а также на Сахалине.

## Патогенез
Играют роль сенсибилизация организма антигенами гельминта и повреждение слизистой оболочки тонкой кишки личинками и взрослыми особями паразита.
На ранней стадии для заболевающего метагонимозом характерны лихорадка, кожный зуд, эозинофилия. Немного позже развивается энтерит, проявляющийся болью в верхней половине живота, тошнотой, затяжным поносом. Продолжительность инвазии около 1 года.

## Лечение
Диагноз основывается на обнаружении в фекалиях яиц гельминта.
Больных госпитализируют, лечение проводят эфирным экстрактом мужского папоротника, а также нафтамоном и празиквантелем.
Прогноз благоприятный.